# Тихонов, Владимир Викторович
Тихонов Владимир Викторович — музеевед, cкансенолог, общественный деятель, директор Иркутского архитектурно-этнографического музея «Тальцы», руководитель методического центра Сибири и Дальнего Востока по проблемам музеев под открытым небом, Почетный гражданин Иркутской области. Владимир Викторович занимается вопросами восстановления и сохранения памятников деревянной архитектуры, оказавшихся под угрозой уничтожения в связи со строительством Ангарского каскада ГЭС. Заслуженный работник культуры Российской Федерации (2021).

## Биография
Владимир Тихонов родился 22 января 1953 года в г. Иркутске.
В 1975 году окончил геологический факультет Иркутского государственного университета по специальности «Инженер-геолог».
В 1975 году В. В. Тихонов устроился работать в геолого-съемочную экспедицию, где проработал до 1992 года. Сначала в качестве старшего геолога, а затем начальника полевых геолого-съемочных партий. Позднее трудился в Восточно-Сибирском Научно-исследовательском институте геологии, геофизики и минерального сырья («Востсибнииггимс»). Принимал участие в строительстве БАМ, где проводил сейсмологические исследования трассы.
С 1993 года Владимир Викторович занимает должность директора архитектурно-этнографического музея «Тальцы».
Под руководством В.В. Тихонова происходило формирование музея как самостоятельного учреждения культуры, началась активная работа по сохранению памятников деревянного зодчества малых городов и сел Иркутской области, материального и духовного наследия коренных народов Прибайкалья. 
В музее построено и открыто для посетителей 27 новых постоянно действующих экспозиций по материальной культуре русских, бурят, эвенков и тофов; проведена полная реставрация 46 объектов культурного наследия (памятников архитектуры XVII—XX вв.); в экспозициях собрано 103 объекта недвижимости, среди которых 78 имеют статус объекта культурного наследия, в том числе федерального значения. 
В 1995 году вышел указ президента России, в соответствии с которым Иркутский архитектурно-этнографический музей стал музейным комплексом общероссийского значения.  
В 1997 году В. В. Тихонов обосновал необходимость создания первого в стране мемориального музея русского святого Иннокентия (Вениаминова) и осуществил проект за счет внебюджетных источников, в настоящее время на его базе формируется Паломнический культурно-просветительный центр общемирового значения. 
В 2000 году получил дополнительное образование в Восточно-Сибирской государственной академии культуры и искусства по специальности «музеевед-историк».
В 2004 году в Кемеровской государственной академии культуры и искусств В. В. Тихонов защитил кандидатскую диссертацию по теме «Особенности музеефикации архитектурно-этнографических комплексов Предбайкалья».
Благодаря работе В. В. Тихонова архитектурно-этнографический музей "Тальцы" в 2008 году вошёл в тройку лучших российских музеев под открытым небом. 
В 2015 году  «Тальцы» стал единственным музеем за Уралом, названным одним из десяти лучших российских музеев в рейтинге туристического сервиса TripAdvisor.   
В 2017 году удостоен звания «Почётный гражданин Иркутской области».

## Награды
- Медаль за строительство БАМа[15].
- Заслуженный работник культуры Российской Федерации (25 июля 2021 года) — за большой вклад в развитие отечественной культуры и искусства, многолетнюю плодотворную деятельность[16].
- Благодарность Патриарха Московского и Всея Руси Алексия II (1999, 2004);
- Лауреат премии Губернатора Иркутской области в сфере культуры и искусства (2000);
- Лауреат премии творческих союзов и фондов «Интеллигент провинции» (2009).

## Научная деятельность
Как ученый в новой для себя науке, Владимир Тихонов впервые заявил о себе на третьем конгрессе этнографов Европы в Бухаресте. В тезисах докладов появилась скромная публикация: "О создании музея "Тальцы" и его инфраструктуре".
С 1999 года Владимир Викторович возглавляет созданный на базе музея "Тальцы" Научно-методический центр Сибири и Дальнего Востока по проблемам музеев под открытым небом.
Ведет большую научно-исследовательскую работу, является автором более 230 научных трудов.
Основные направления:
- этнография народов Сибири;
- этнографические музеи под открытом небом;
- реставрация памятников деревянного зодчества;
- сохранение памятников деревянной архитектуры в условиях промышленного строительства.
Ведущий специалист в области музеефикации деревянных построек в РФ. Является известным учёным-cкансенологом.